# عكار (محافظة)
محافظة عكار هي أقصى محافظة في شمال لبنان. وهي تضم قضاء عكار والذي بدوره ينقسم إلى 121 بلدية وعاصمة المحافظة تقع في حلبا. وتغطي محافظة عكار مساحة 788 كـم2 (304 ميل2) ويحدها من الغرب البحر الأبيض المتوسط ومحافظة الشمال إلى الجنوب ومحافظة بعلبك الهرمل إلى الجنوب الشرقي و طرطوس وحمص في سوريا من الشمال والشمال الشرقي. يشكل السهل الساحلي الغربي للمحافظة ثاني أكبر منطقة زراعية في لبنان بعد وادي البقاع بينما يتميز الشرق بجبال تعتبر محمية طبيعية وطنية. قدرت المفوضية السامية للأمم المتحدة لشؤون اللاجئين عدد سكان المحافظة بـ 389.899 عام 2015، بما في ذلك 106.935 لاجئ سورى مسجل من الحرب الأهلية السورية و 19.404 لاجئ فلسطيني. السكان في الغالب من المسلمين السنة مع الأقلية من المسيحيين والطوائف العلوية وعدد قليل جدا من الشيعة. يعيش 80٪ من السكان في المناطق الريفية.
تم إنشاء محافظة عكار بموجب القانون رقم 522 في 16 يوليو لعام 2003 والذي تم فيه فصل منطقة عكار عن محافظة الشمال. بدأ تنفيذ المنطقة الجديدة فقط في عام 2014 بتعيين الحاكم الأول والحالي عماد لبكي ويبقى غير مكتمل اعتبارًا من 2017. تاريخياً عانت عكار من التهميش والإهمال من قبل الحكومة المركزية وعكار هي المنطقة الأكثر فقراً في لبنان ولديها أعلى نسبة من الأمية في البلاد وتعاني من نقص البنية التحتية والخدمات الأساسية. أدى التدفق الأخير للاجئين السوريين إلى تفاقم هذه المشاكل حيث وصل معدل البطالة في المحافظة إلى ما يقرب من 60 ٪ في عام 2015.

## تقسيم المناطق
تقسم عكار إلى المناطق التالية:
- الجومة: وهي عبارة عن جزيرة من القرى تصلها ببعضها البعض شبكة طرق، وتقع حول منخفض من الأراضي الخصبة تنعم بينابيع خصبة تمكنها من اعتماد الزراعات السباخية والثمرية. وهي مقر ملاكي المنطقة الكبار ومنهم ملاكو سهل عكار. وتتألف الجومة من القرى التالية: تاشع، ممنع، عكار العتيقة، الدورة، الشقدوف العليا، عيات، البرج، الشقدوف، عين يعقوب، بزبينا، قبولا، بينو، تلة وشطاحة، العيون، بيت ملات، تكريت، رحبة، جبرايل، ضهر الليسينة، إيلات.
- نجد عكار: وتقسم إلى ثلاث مناطق فرعية حسب الوضع الجغرافي الذي يجعل الزراعات تتبدل تبعاً للارتفاع والريّ.
  - الشفت: الحاكور ومنيارة، كرم عصفور، القنطرة، بيت غطاس، عدبل، مشحة، حيزوق، مزرعة بلدة، السويسة، الجديدة، الزواريب، حكر الشيخ طابا، الشيخ طابا، حلبا، الشيخ محمد، النفيسة، كروم عرب، خريبة الجندي، كوشا بيت الحاج.
  - الدريب الأوسط: الهد، سفينة الدريب، دير جنين، بربارة، خربة شار، عين تنتا، كفر حرة، عين الزيت، الدغلة، خربة داوود، دوير عدوية، البيرة، المجدل، الحوشب، الغزيلة، سرار، الريحانية، شربيلا، التليل، هيتلا، عمار البيكات، وادي الحور، القشلق، الدوسة، الكواشرة، الدبابية، النورة، فريديس، منجز، كفرنون، رماح، شخلار، العوينات.
  - الدريب الأعلى: شدرا، مشتى حمود، مشتى حسن، مقيبلة، وادي خالد، حنيدر، قرحة، مونسة، السهلة، البساتين، مراح الخوخ، كفرتون، قنية، أكروم، السنديانة، القبيات، عندقت، عيدمون.
- الهضبات حيث منطقة القيطع: وادي الجاموس، ببنين، المحمرة، العبدة، برج العرب، ذوق الحبالصة، ذوق الحصنية، بقرزلا، ضهر حدارة، دير دلوم، مجدلا، برقايل، القرقف، عيون الغزلان، جديدة القيطع، بزال، سفينة القيطع، دنبو، المباركية، سيسوق، قلود الباقية، مارتوما.
- جرد عكار: ويشغل مساحة شرقي المنطقة بكاملها ابتداءً من حدود محافظة عكار إلى نهر أبو موسى في الجنوب لغاية الحدود السورية في الشمال ويتألف من القرى التالية:قبعيت، حرار، حبشيت، خربة الجرد، شان، الحويش، بيت يونس، القرنة، بيت أيوب، لبنان، مشمش، فنيدق.
- السهل: في حد ذاته وهو مصدر الثروة الزراعية حيث يعيش سكانه من الأرض، و6% من الملكيات تشمل نصف الأراضي ويتألف من القرى التالية: القليعات، تل معيان، بلانة الحيصة، الحيصة، المسعودية، تلبيرة، تلحبيرة، العبودية، حكر الضاهري، السماقية، سعدين، دارين، تل عباس الشرقي، تل عباس الغربي، تل بيبة، الشيخ زناد، الكنيسة، قبة بشمرا، كفر ملكي، المقيطع، العريضة.

## الديموغرافيا
غالبية سكان محافظة عكار تتكون من أغلبية من المسلمين السُنّة، تليها أقلية كبيرة من المسيحيين الأرثوذكس. الموارنة هم ثاني أكبر طائفة مسيحية، ويقيمون عادة حول مدينة القبيات. ويتواجد الروم الملكيين الكاثوليك أيضاً بأعداد صغيرة في المنطقة. والقضاء هو أيضاً موطن لأكبر عدد من العلويين في لبنان. يشكل السكان ذوي الأصول التركية أغلبية سكانية في الكواشرة وعيدمون.